# 大科尼
大科尼，是匈牙利托尔瑙州所辖的一个村，总面积47.88平方公里，总人口1124，人口密度23.5人/平方公里（2010年1月1日）。